# Ravnsborg
Ravnsborg är en stor borgruin på Lollands nordkust mot Smålandshavet. 
Ungefär år 1330 byggde greve Johan den Milde, också kallet Johan af Plön eller Johan av Holstein, borgen Ravnsborg på platsen. År 1347 kapitulerar greve Johan och Valdemar Atterdag övertar borgen och  överlämnar den och förläningen till adelsmän. År 1387 köpte kung Olof III delar av Ravnsborg och det tillhörande länet. Drottning Margareta förvärvade resten av borgen år 1400 och den blev bostad för kungliga  lensmænd till år 1510, när borgen rivs och byggmaterialet används på andra platser. 
Borgbanken reser sig 18 meter över havet, och var förr en holme, så för att komma till slottet fick man gå över en 200 meter lång pålbro. Borgen, över 100 meter lång och 50 meter bred, omgavs av en ringmur av tegel.
Borgen har gett namn till den senare Ravnsborgs kommun.

## Galleri

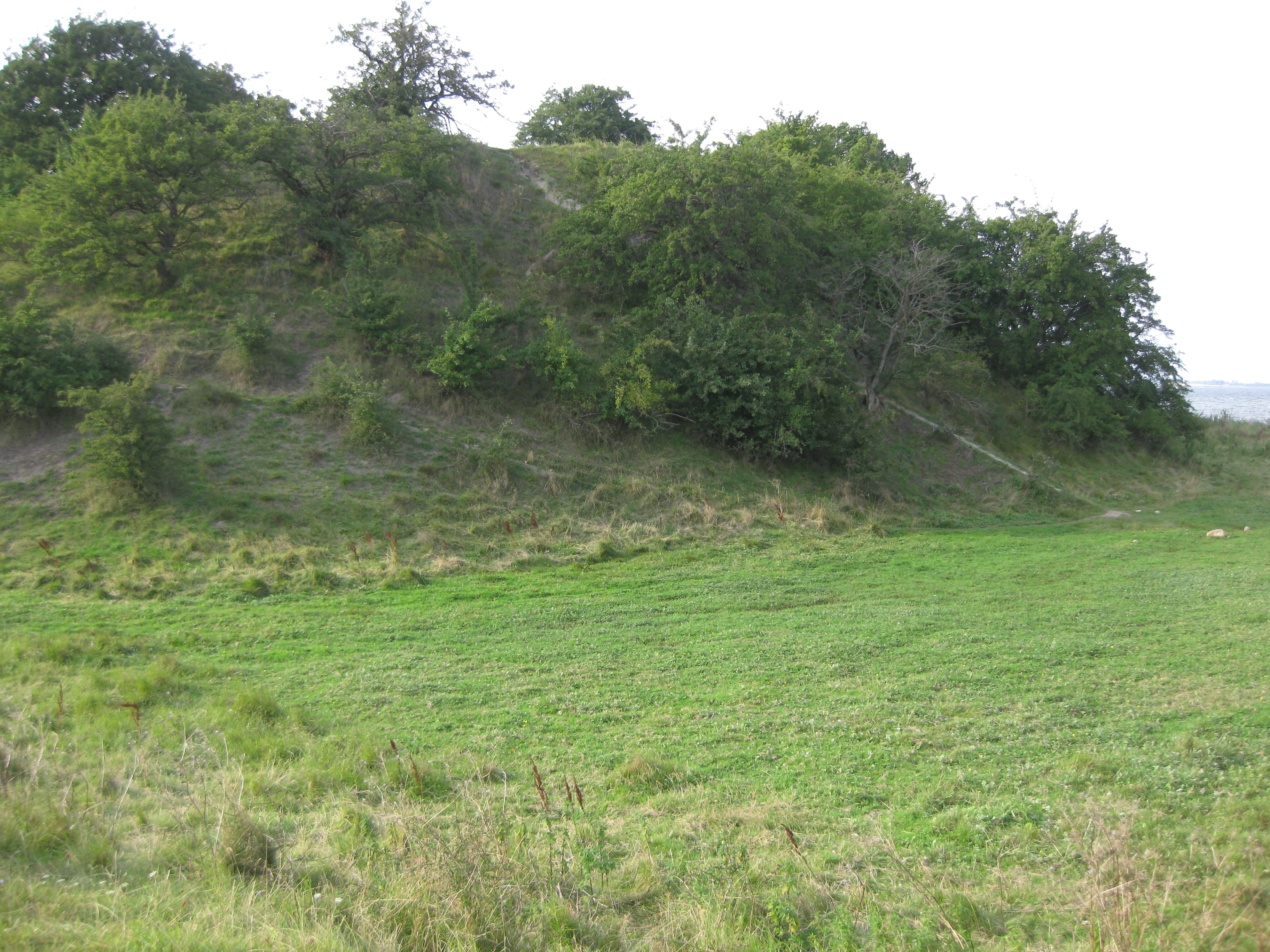
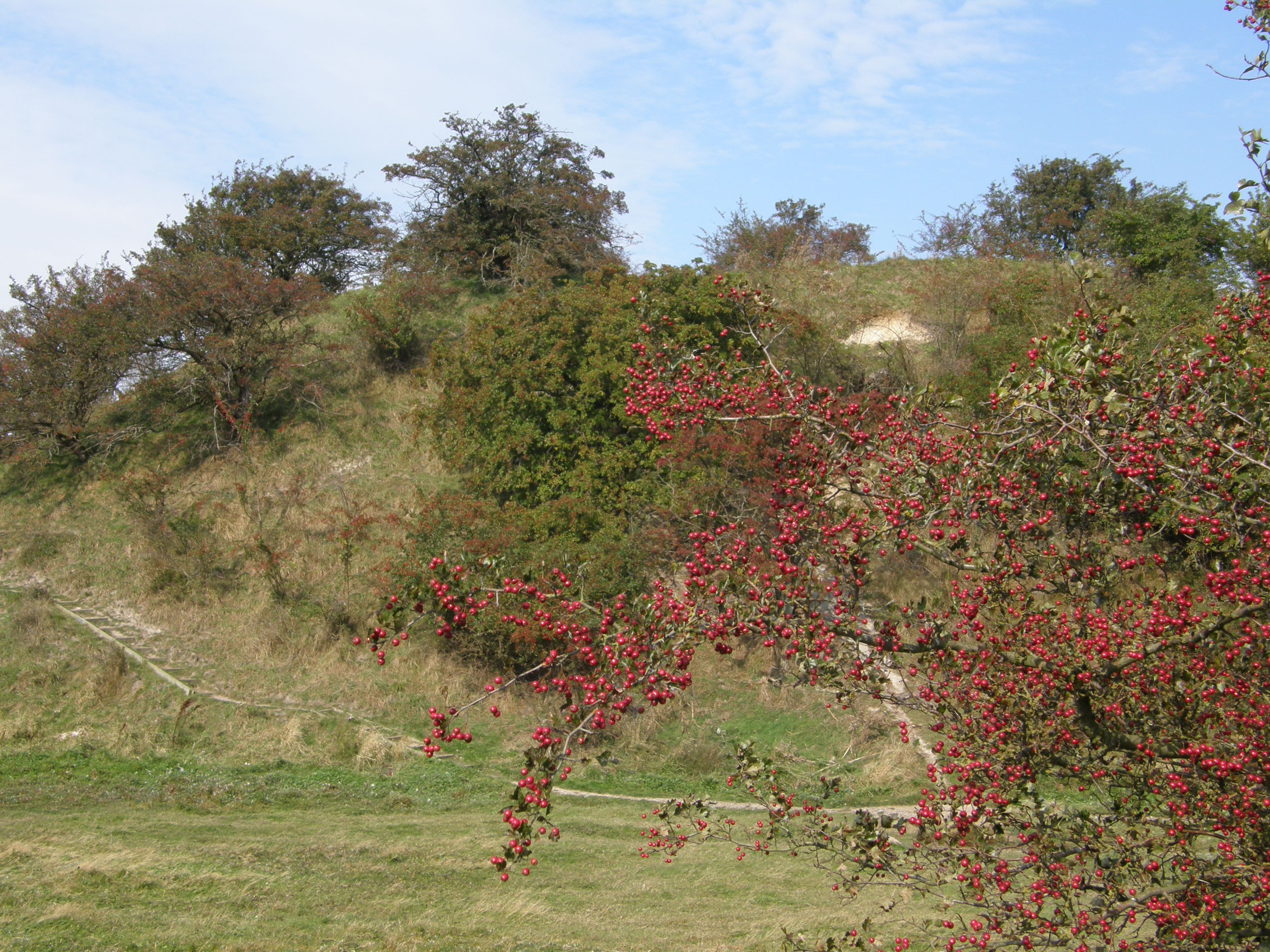
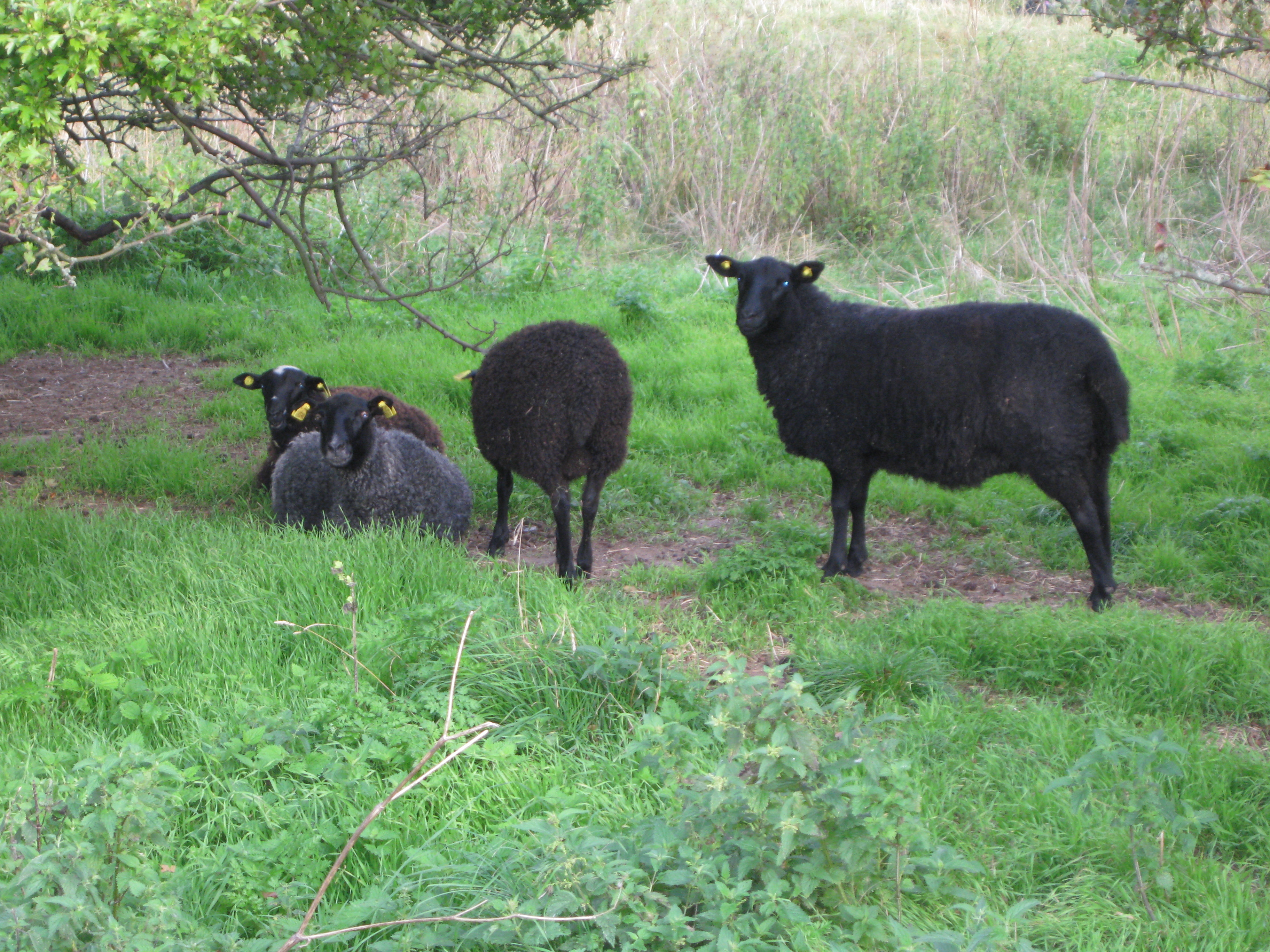
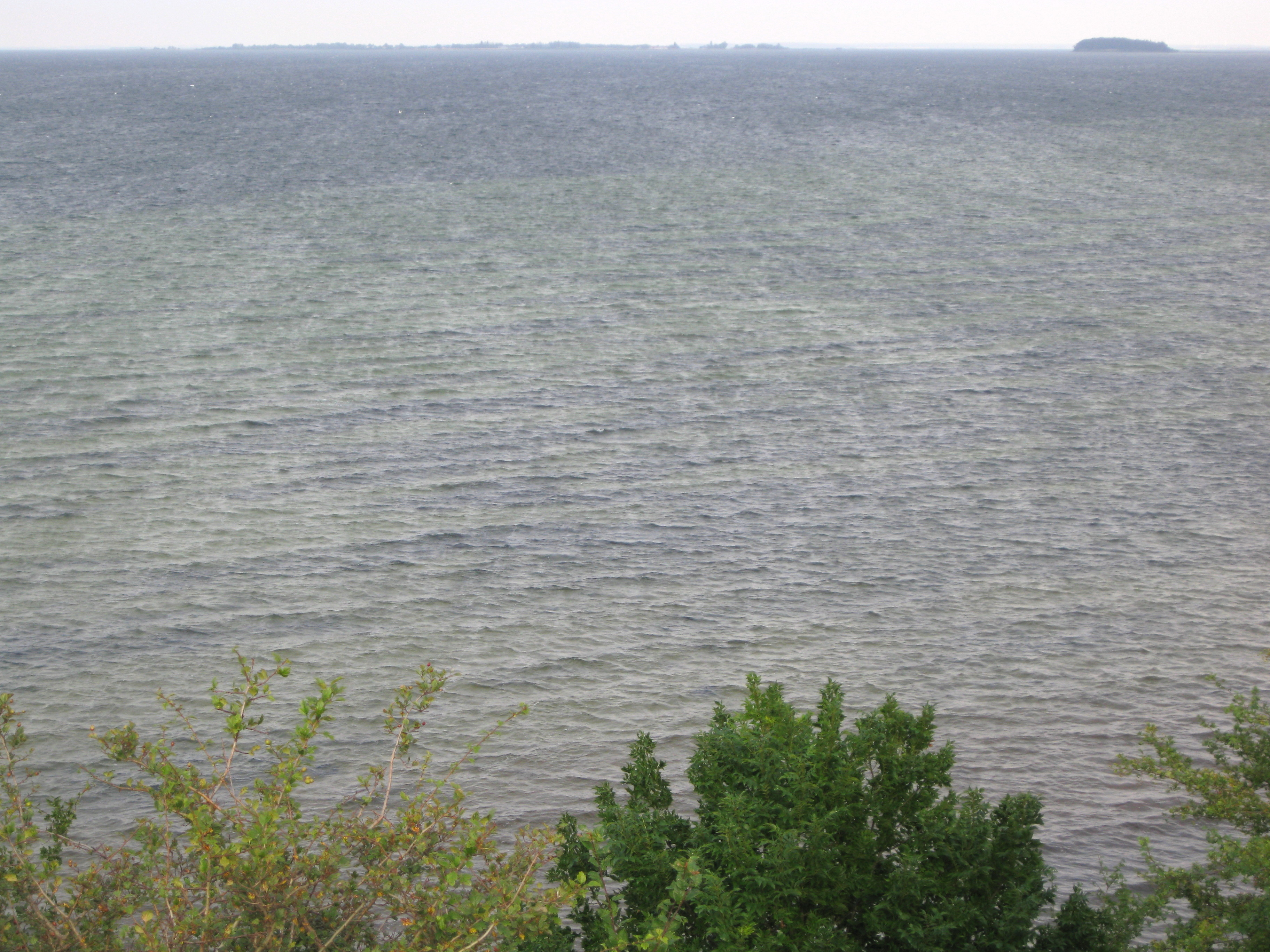
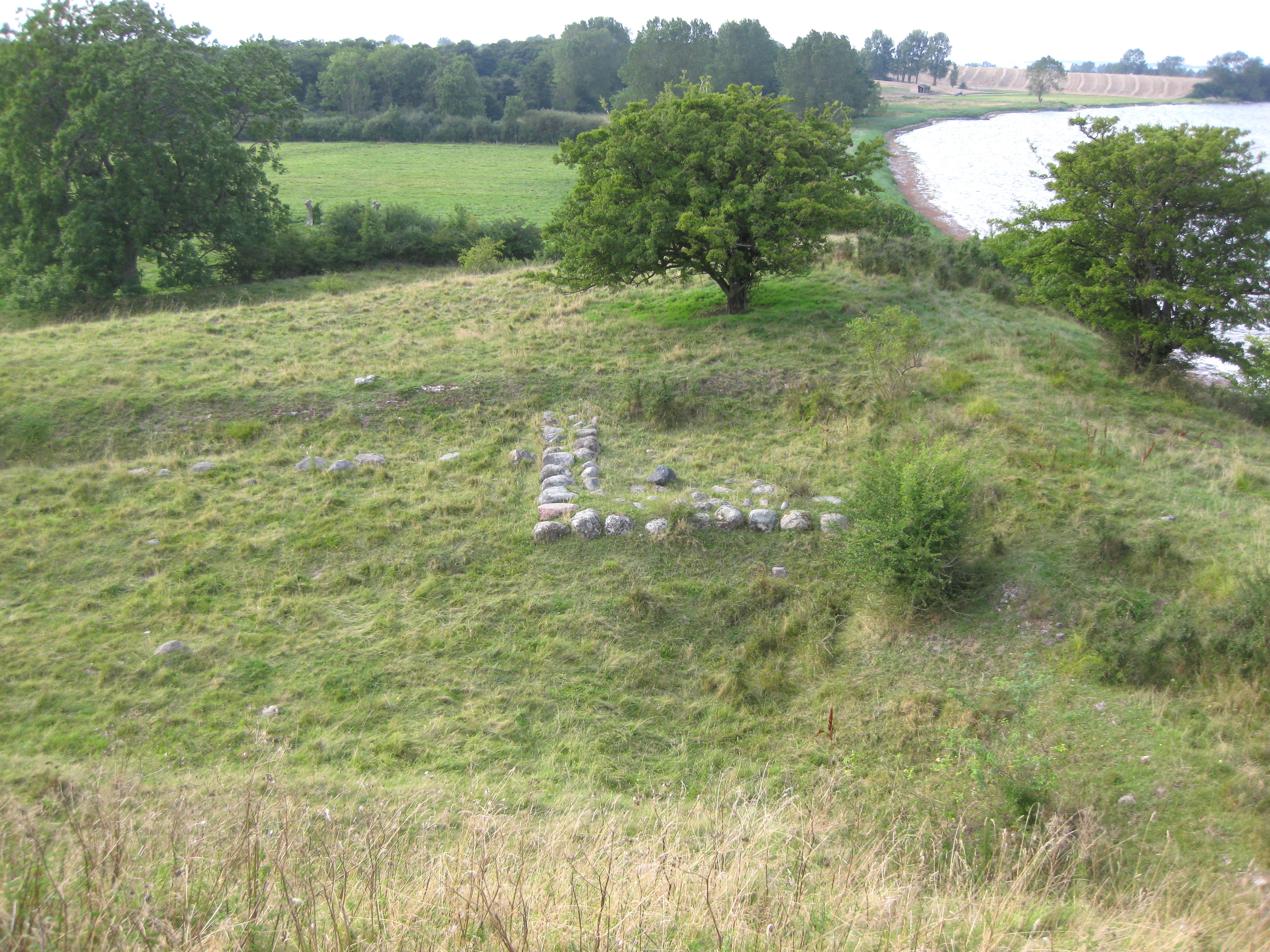